# 배틀 (이스트서식스주)

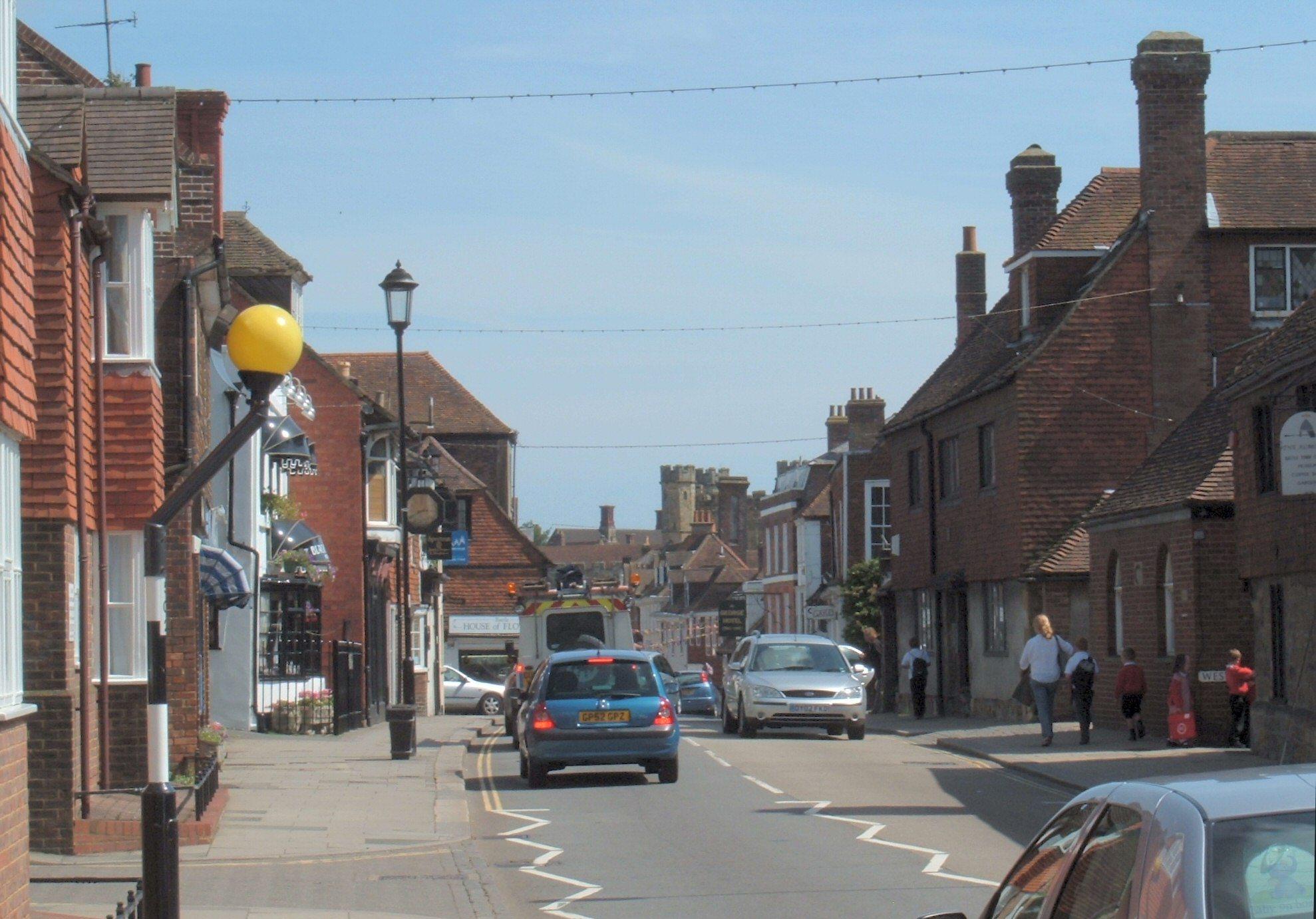
배틀 시가지

배틀(Battle)은 영국 이스트서식스주의 소도시로 면적은 31.8km2, 인구는 6,673명(2011년 기준), 인구 밀도는 194명/km2이다. 런던에서 남동쪽으로 89km, 브라이턴에서 동쪽으로 51km, 루이스에서 동쪽으로 39km 정도 떨어진 곳에 위치한다. 1066년 노르망디 공작 윌리엄(윌리엄 1세)이 해럴드 2세를 상대로 승리를 기록한 헤이스팅스 전투의 무대가 된 곳이기도 하다.